# Pasinsaari
Pasinsaari är en ö i Finland. Den ligger i sjön Isojärvi och i kommunen Kuhmois i landskapet Mellersta Finland, i den södra delen av landet, 170 km norr om huvudstaden Helsingfors. Öns area är 9,4 hektar och dess största längd är 0,7 kilometer i sydöst-nordvästlig riktning.